# École des hautes études sociales
Cet article possède un paronyme, voir École des hautes études en sciences sociales.
L'École des hautes études sociales (EHES), créée à la fin du XIXe siècle rue de la Sorbonne, à Paris. 
L'École des hautes études internationales et politiques (HEIP) et l'École supérieure de journalisme de Paris (ESJ Paris) lui succèdent aujourd'hui[réf. souhaitée].

## Histoire

### Contexte et genèse
En février 1894, la romancière Dick May, ainsi que Théophile Funck-Brentano, crée le Collège libre des sciences sociales, dont la vocation était d'être une « jeune Sorbonne » susceptible de répondre par un enseignement moderne à la crise morale qui prolongeait la double crise boulangiste de 1889 et le scandale de Panama de 1892. Le Collège est d'abord dirigé par Théophile Funck-Brentano puis par les députés Eugène Delbet et Paul Deschanel.
La romancière Dick May est la première à proposer la création d'une section de journalisme dans ce Collège, avec lequel elle prend ensuite ses distances. À la suite d’un conflit d’intérêt avec le directeur Eugène Delbet, qui conservera la direction du Collège jusqu’en 1909, Dick May décide de créer son propre institut d’enseignement, à partir de 1899. Elle fonde ainsi l'EHES, qui ouvrit officiellement ses portes le 12 novembre 1900. La nouvelle école eut pour président la philosophe Émile Boutroux et pour directeur Émile Duclaux.

### Premières années
L’EHES, dans un premier temps, ne délivre pas de diplôme. Le programme des conférences est aussi éclectique que celui du Collège, mais divisé en trois écoles : une école de morale et de pédagogie, dont l’administration fut confiée à Félix Alcan, Eugène Delbet et Georges Sorel, une école sociale axée sur les questions politiques et économiques, et une école de journalisme.

### 1899: création de la section l'École de journalisme
Jusque-là, l’idée que les journalistes avaient besoin d'un « bagage sérieux de connaissances et de solides garanties morales » avait déjà été défendue par Albert Bataille, chroniqueur judiciaire au quotidien Le Figaro qui tenta de créer une école de journalisme avec le soutien de son directeur, mais mourut avant que le projet n’aboutisse.  
Soutenue à ses débuts par le sociologue Émile Durkheim, l'EHES pose également les bases de ce qui sera l'École supérieure de journalisme de Paris. Parmi les premiers enseignants, des journalistes comme Henry Fouquier, Jules Cornély, membre fondateur du Syndicat des journalistes français, Adolphe Brisson et Jules Claretie.  
L'École des hautes études sociales obtient rapidement, selon Gérard Vincent, une « légitimité comparable » à Sciences Po et à l'École pratique des hautes études, que l'EHES concurrence. Outre les personnalités intellectuelles très en vue qui y donnent des cours, son conseil d'enseignement est peuplé, comme rapporté par Gérard Vincent, par Roland Bonaparte, Émile Bourgeois, Charles Diehl, Charles Seignobos, Romain Rolland, Alexandre Millerand, Ferdinand Buisson, etc.

### 1903: création de la section de l'École d'art
Émile Durkheim et Dick May s’opposeront en 1900, en organisant deux congrès concurrents sur le thème de l’enseignement des sciences sociales dans le cadre de l’Exposition universelle. En 1903, Dick May joindra à l'EHES une quatrième section, l’École d’arts, dans laquelle Romain Rolland développera la musicologie et Léon Rosenthal, une approche originale de l'histoire de l'art. L'établissement, qu'elle dirige pendant 25 ans, avec Alfred Croiset, doyen de la Sorbonne, atteint un millier d'élèves.
L'école meurt avec la Première Guerre mondiale et ses sections deviennent indépendantes : l'École des hautes études internationales (HEI), l'École des hautes études politiques (HEP), et l'École supérieure de journalisme (ESJ).

## Personnalités liées

### Anciens enseignants
- Dick May
- Henry Fouquier
- Jules Cornély
- Adolphe Brisson
- Jules Claretie
- Romain Rolland
- Marc Boasson (1886-1918), secrétaire de l'École d'art.
- Léon Rosenthal
- Alfred Croiset
- Bernard Dorin (HEI-HEP)
- Georges Ayache (HEI)

### Anciens élèves
- Henri-Martin Barzun
- Gérard Simonian (ESJ)
- Barthélémy Courmont (HEI)